# 佛光山蘭陽別院

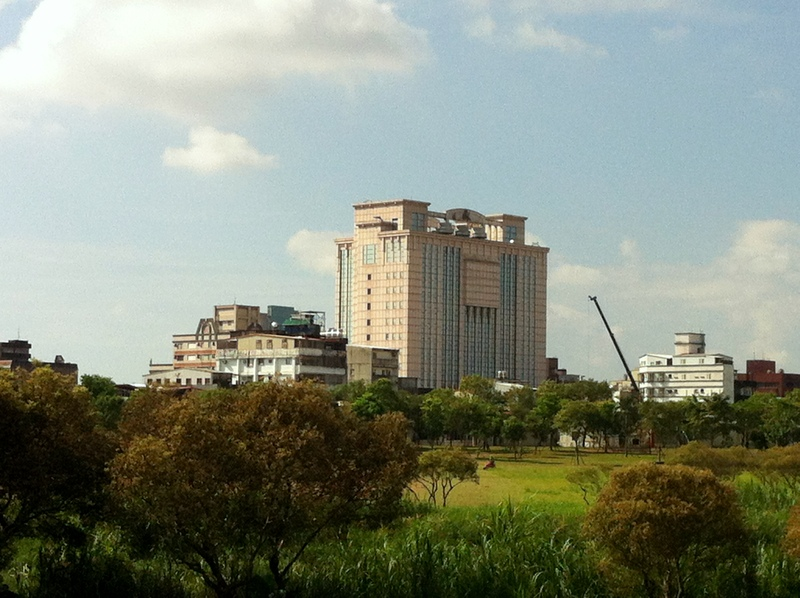
佛光山蘭陽別院

佛光山蘭陽別院，又稱蘭陽別院，原名「菜堂」、「佛祖堂」、「宜蘭念佛會」、「雷音寺」。位於臺灣宜蘭市一棟高十七層之大樓，是星雲大師來臺早年弘法的根據地，現為佛光山在臺灣東北部的主要道場，佛光大學在此設有城區部進行推廣教育。

## 歷史
「雷音寺」建於清治道光年間（1821～1850），最初僅是一座傳統台灣的宮廟建築，是宜蘭的百餘年之古剎。日治時代，改稱「雷音寺」，成為日本佛教淨土宗西山深草派之布教所。1950年代，雷音寺長期無出家法師駐錫，寺院多被附近居民作為當成曬穀場、晒衣場。1952年，當地李決和、林長清等居士，便四處禮請法師、大德等前往雷音寺講經說法，如道源法師、李炳南、孫張清揚等人，直至1953年星雲大師到此處弘法，留下駐錫此地，此寺院便恢復有出家法師常住。
星雲大師駐寺弘法後，於1955年成立「宜蘭念佛會」、「佛教歌詠隊」、「弘法隊」；1957年創建「慈愛幼稚園」、「雷音寺兒童班」、民眾圖書館、婦女會、老人識字班、兒童夏令營、慈愛合唱團等活動，並培養弘法青年幹部，讓青年也能參與佛教的弘法工作。也因此，現今佛光山的諸多長老法師，如心平和尚、心定和尚、慧龍法師、慈莊法師、慈惠法師、慈容法師、慈嘉法師、慈怡法師、依嚴法師、依敏法師等，皆為當年在宜蘭跟隨星雲大師而後出家的青年。
1963年，雷音寺遭歐伯颱風肆虐，寺院損毀嚴重，故而重建，改建成四層樓高之建築。
1996年，雷音寺再度重建成一棟17層高的建築大樓，並正式更名為「佛光山蘭陽別院」。

## 脚注
1. ↑  施德昌發行，『紀元二千六百年記念：臺灣佛教名蹟寶鑑』，臺中市，民德寫真館，1941。